# University of Central Lancashire
A University of Central Lancashire (ou UCLan) é uma universidade pública sediada em Preston, no condado inglês de Lancashire, a qual, até janeiro de 2007, possuía campi em Carlisle e Penrith.
Antes de 1992, a universidade havia sido a Preston Polytechnic desde 1 de setembro de 1973, e posteriormente a Lancashire Polytechnic em 1984. Antes disso, havia sido o Harris College, e anteriormente, o Harris Institute. Num período ainda anterior, denominava-se The Institution For The Diffusion Of Useful Knowledge. Na década de 1970, agregou outras instituições de ensino de Poulton-le-Fylde e Chorley.
Em 1 de agosto de 2004, a UCLan assumiu o controle do campus da antiga Northumbria University em Carlisle, que possuía cerca de 400 estudantes. Correntemente, a UCLan também co-valida cursos de graduação de instituições parceiras. O campus de Carlisle, juntamente com o campus de Newton Rigg, próximo a Penrith, fazem parte da nova University of Cumbria desde 1 de agosto de 2007.